# Rhinopias cea
Rhinopias cea är en fiskart som beskrevs av Randall och Disalvo, 1997. Rhinopias cea ingår i släktet Rhinopias och familjen Scorpaenidae. Inga underarter finns listade i Catalogue of Life.